# Premio Guldbagge onorario

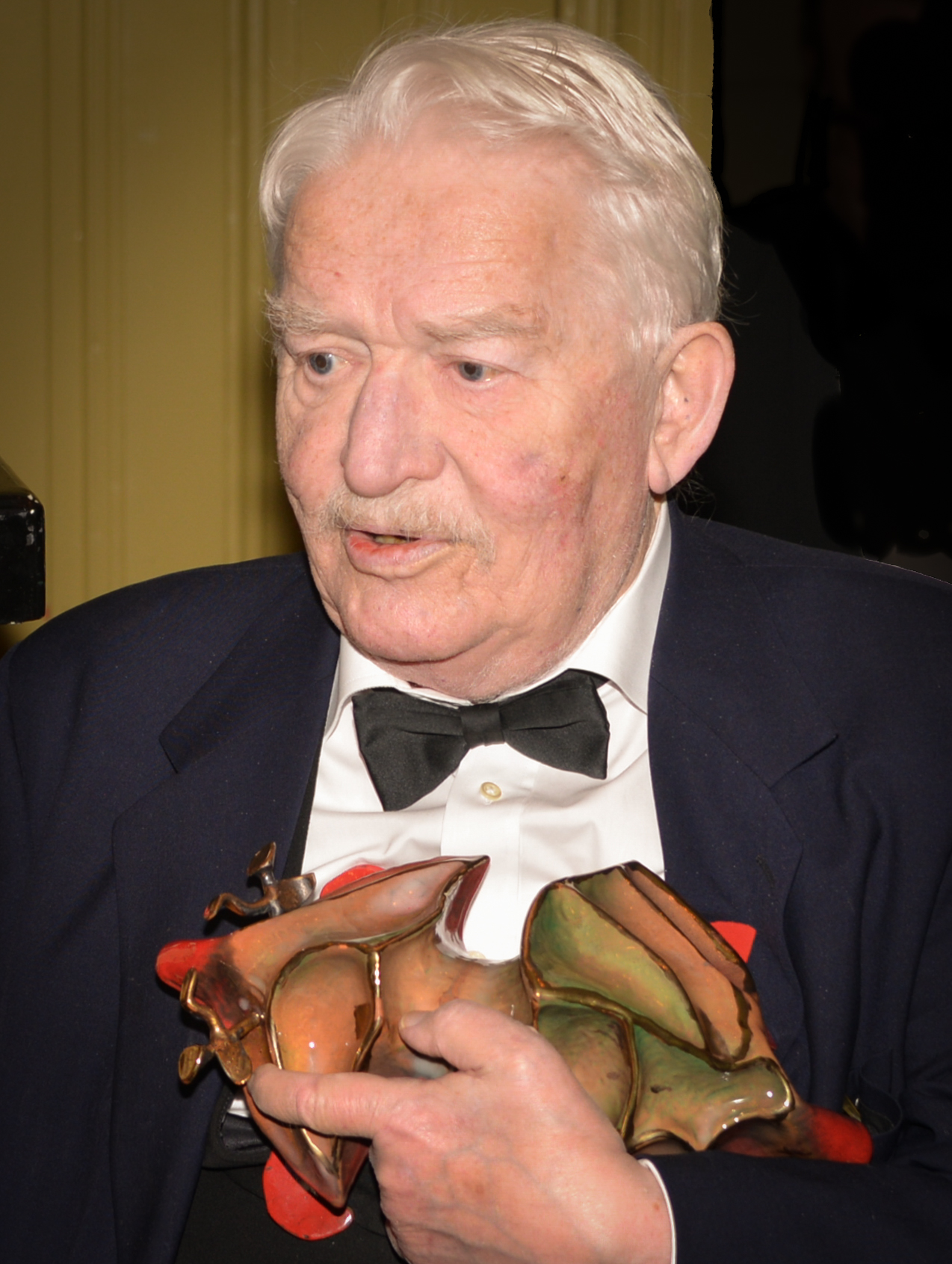
Hans Alfredson nel 2013 col Premio Guldbagge onorario appena ricevuto

Il Premio Guldbagge onorario (Hedersguldbaggen) è un premio alla carriera artistica assegnato annualmente dal 2000 nell'ambito del premio svedese Guldbagge.

## Albo d'oro

### Anni 2000-2010
- 2001: - Annalisa Ericson
- 2002: - Gunnel Lindblom
- 2003: - Gunnar Fischer
- 2004: - Erland Josephson
- 2005: - Sickan Carlsson
- 2006: - Anita Björk
- 2007: - Nils Petter Sundgren
- 2008: - Gösta Ekman
- 2009: - Harriet Andersson

### Anni 2010-2019
- 2010: - Waldemar Bergendahl
- 2011: - Mona Malm
- 2012: - Inga Landgré
- 2013: - Hans Alfredson
- 2014: - Kalle Boman
- 2015: - Liv Ullmann
- 2016: - Birgitta Andersson
- 2017: - Katinka Faragó
- 2018: - Stig Björkman
- 2019: - Yvonne Lombard

### Anni 2020-2029
- 2020: - Lasse Åberg
- 2021: - Sten Ljunggren
- 2022: - Suzanne Osten
- 2023: - Björn Gustafson
- 2024: - Marie Göranzon
- 2025: - Lasse Hallström